# Bergnicourt
 Bergnicourt  es una comuna y población de Francia, en la región de Champaña-Ardenas, departamento de Ardenas, en el distrito de Rethel y cantón de Asfeld.
Su población en el censo de 1999 era de 151 habitantes.

## Demografía
| 188 | 176 | 204 | 208 | 277 | 269 | 333 | 357 | lac. | lac. | 350 | 305 | 287 | 252 | 256 | 221 | 210 | 198 | 194 | 195 | 117 | 137 | 133 | 145 | 159 | 159 | 148 | 134 | 146 | 159 | 164 | 151 | 172 |
| Para los censos de 1962 a 1999 la población legal corresponde a la población sin duplicidades (Fuente: INSEE [Consultar]) |     |     |     |     |     |     |     |      |      |     |     |     |     |     |     |     |     |     |     |     |     |     |     |     |     |     |     |     |     |     |     |     |